# カーライル市民総合病院
カーライル市民総合病院（カーライルしみんそうごうびょういん、Carlisle City General Hospital）は、イングランドのカンブリア州 カーライルのフューズヒル街にあった医療施設で、第二級指定建築物に登録されている。

## 歴史
この施設はヘンリー・ロックウッドとウィリアム・モーソンが設計し1863年に竣工したカーライル連邦救貧院に端を発している。第一次世界大戦では1917年イースターの際の軍病院、第二次世界大戦では再び軍病院として使用された。1948年にはカーライル市民総合病院として国民保健サービス（NHS）に加わっている。新しく設立されたカンバーランド病院にサービスが移行した後の1999年にカーライル市民病院は閉院した。その後になって、セント・マーティン・カレッジに改築された上で、カンブリア大学のカーライル・キャンパスへと進化していった。